# 欣克斯海峽
欣克斯海峽（英語：Hinks Channel），是南極洲的海峽，位於葛拉漢地的盧貝海岸，處於洛伯夫灣北部，長20公里、寬4公里，在1936年由英國探險隊測量，現時由南極條約體系管理。